# 센텀여객
센텀버스는 부산광역시 해운대구 재송동에 본사를 두고 있는 마을버스 회사이다. 대표이사는 임미숙이 맡고 있었다.

## 운행노선
- 해운대3-1번: 재송동글로리아파트-재송중교-시청자미디어센터-센텀시티역
- 해운대3번: 재송글로리아파트-세명아파트-장산동국아파트-혜성골든아파트-남성파크-반산초등학교-반여시장-센텀파미르아파트-재송삼익아파트-재송역-뒷골-재송중학교-재송그린아파트-재송우체국-동부지청-재송시장-부일교회-해운대경찰서-동부환경사업소-센텀초등학교-센텀파크(부산은행)-센텀스타-센텀파크112동-협성르네상스-미광운수-수영교차로(팔도시장)-센텀병원(수영역)-온리원주차장-수영교차로
- 해운대3-2번: 반여1동센텀피오레아파트-반여무정리-센텀이편한세상-재송국철역-해운대경찰서-센텀파크-센텀시티역(부일여객과 공동배차)